# Irîna Leșceanka
Irîna Leșceanka (n. 30 iulie 1991, Sianno⁠(d), RSS Bielorusă, URSS) este o biatlonistă ce a reprezentat Belarus, medaliată olimpică. A participat la 2 ediții ale Jocurilor Olimpice (2018, 2022) în care a câștigat o medalie de aur.